# Plotosus nkunga
Plotosus nkunga is een straalvinnige vissensoort uit de familie van koraalmeervallen (Plotosidae). De wetenschappelijke naam van de soort is voor het eerst geldig gepubliceerd in 1982 door Gomon & Taylor.